# Grotta di Darband
La grotta di Darband è un sito del Paleolitico Inferiore, nel Gilan nel nord dell'Iran, e si trova sul lato nord di un canyon profondo accanto al fiume Siahrud, un affluente del fiume Sefid-Rud che sfocia nel Mar Caspio.
La grotta contiene le prime prove dell'occupazione di una grotta nel Paleolitico inferiore in Iran. Una collezione di manufatti di pietra e resti di animali è stato raccolto da un gruppo di archeologi iraniani dal Centro per la Ricerca Paleolitico del Museo Nazionale dell'Iran e ICHTO di Gilan. Il sito risale al periodo del tardo Pleistocene medio.

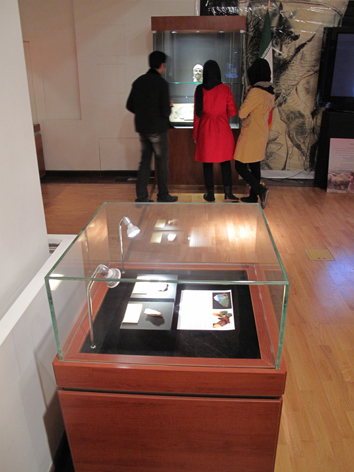
Vetrina contenente due recenti strumenti in pietra rinvenuti a partire dal 2012 negli scavi presso il sito della grotta di Darband al Museo Nazionale dell'Iran (gennaio 2013)

La presenza di un gran numero di resti di orsi delle caverne, orsi bruni e manufatti di pietra sparsi sul sito indica che Darband rappresenta in primo luogo di un orso den. L'occorrenza di manufatti e ossa di orso non implica la predazione umana. Poiché non ci sono segni di taglio, ad eccezione di alcuni segni di bruciatura sulle ossa di orso, probabilmente accumulato attraverso la mortalità naturale.